# Croton alchorneicarpus
Espèce
Croton alchorneicarpus est une espèce de plantes à fleurs du genre Croton et de la famille des Euphorbiaceae, originaire du Brésil (São Paulo).